# CMM (platenmaatschappij)
CMM is een Nederlands onafhankelijk platenlabel. De afkorting stond van origine voor Corbeau Music Masters en het bedrijf is gevestigd in Hilversum.
CMM is een onderdeel van het media- en entertainmentbedrijf CTM Entertainment en fungeerde als haar cd/dvd-tak, totdat ze fuseerde met het artiestenmanagementburo "The Independent". Vanaf dat moment stond CMM voor Corbeau Music & Management. Sinds de herstructurering van het bedrijf in 2014 heet het bedrijfsonderdeel officieel CTM Music & Management.
CTM Music & Management vertegenwoordigt nationaal en internationaal talent zoals Glennis Grace, Candy Dulfer, Do, Mattanja Joy Bradley en Jandino Asporaat. In het verleden bracht CMM diverse compilatiealbums uit voor onder andere de Kids Top 20, Hello Goodbye en Villa Felderhof. Daarnaast was het de platenmaatschappij - en in sommige gevallen ook het management - voor artiesten als Danny de Munk, Elize, Jim Bakkum, Brace, Djumbo, All Missing Pieces, T.I.M., Gino Vannelli, Pearl Jozefzoon, Kim-Lian van der Meij en Yes-R.
Sinds 2015 vallen ook de artiesten van VoSound - onder wie Jan Smit, Monique Smit, George Baker en Henk Dissel - onder CTM Music & Management.